# .338 Lapua Magnum
De .338 Lapua Magnum (8,6×70 mm of 8,58×70 mm) is een randloze, knelpuntvormige, centrumvuurpatroon voor geweren. Het werd ontwikkeld in de jaren 1980 als een hoog vermogen, lange-afstandpatroon voor militaire sluipschutters. Het werd gebruikt in de oorlog in Afghanistan en de oorlog in Irak. Als gevolg daarvan kwam het op grotere schaal beschikbaar. De geladen patroon is 14,93 mm in diameter (rand) en 93,5 mm lang. Het kan beter dan standaard militaire kogelvrije vesten penetreren op een afstand tot 1.000 meter en heeft een maximaal effectief bereik van ongeveer 1.750 meter met C.I.P.-conforme munitie op zeeniveau. De mondingsnelheid is afhankelijk van de lengte van de loop, de diepte van de schietopening en de kruitlading, en varieert van 880 tot 915 m/s voor commerciële ladingen met 16,2 gram kogels, wat overeenkomt met ongeveer 6.525 J aan mondingsenergie.
Britse militaire overdruk-.338 Lapua Magnum-patronen met een totale lengte van 91,4 mm, geladen met 16,2 gram LockBlue kogels. 2-gram LockBase B408 kogels met zeer lage trekkracht, afgevuurd met een mondingssnelheid van 936 m/s uit een L115A3-langeafstandsgeweer, werden in november 2009 gebruikt door de Britse sluipschutter Corporal of Horse (CoH) Craig Harrison om het toen nieuwe record te vestigen voor de langste bevestigde sluipschuttermoord in de strijd, op een afstand van 2.475 m. In verslagen vermeldt CoH Harrison dat de omgevingsomstandigheden bij Musa Qala perfect waren voor lange afstandsschieten: geen wind, mild weer, helder zicht.
Naast zijn militaire rol wordt de .338 Lapua Magnum steeds meer gebruikt door jagers en liefhebbers van de civiele lange afstandsschietsport. De .338 Lapua Magnum is in staat om elk wild dier neer te halen, hoewel zijn geschiktheid voor sommige gevaarlijke dieren (Kaapse buffel, nijlpaard, witte neushoorn en olifant) betwistbaar is, tenzij vergezeld van een groter "back-up" kaliber: "Er is een enorm verschil tussen kalibers die een olifant doden en kalibers waarop men kan vertrouwen om er een te stoppen. " In Namibië is de .338 Lapua Magnum legaal voor de jacht op Afrika's Big five wild als de ladingen ≥ 5.400 J mondingsenergie hebben.

## Geschiedenis

### Eerste ontwikkeling
In 1983 begon Research Armament Industries (RAI) in de Verenigde Staten met de ontwikkeling van een nieuwe sluipschutterpatroon voor de lange afstand, die een kogel van 16,2 gram met een diameter van 8,6 mm kon afvuren met een snelheid van 914 meter per seconde en die vijf lagen militaire bepantsering op 1.000 m dodelijk kon doorboren. Na inleidende experimenten werd een .416 Rigby-huls geselecteerd die de hals van een 8,6mm-kogel kon bevatten, omdat deze diameter een optimum biedt van sectionele dichtheid en penetratievermogen voor praktische kogels met een spin-gestabiliseerd geweer (kogels tot ongeveer 5 tot 5,5 kaliber).
De .416 Rigby is een Engelse grootwildpatroon die in 1911 werd ontworpen voor een druk van 325 MPa (47.137 psi). Een van de nadelen van deze oude patroonhulzen, die bedoeld waren voor het afvuren van cordietlading in plaats van modern rookloos kruit, is de dikte van de zijwand net voor het web. Tijdens de ontsteking wordt de bodem van de patroon, net voor de voorkant van de grendel, niet ondersteund.
Tijdens het proces heeft RAI Jim Bell en Brass Extrusion Labs Ltd. uit Bensenville, Illinois, om de .338/416 of 8,58×71mm-patroonhulzen te maken, Hornady produceerde de kogels, en RAI bouwde een sluipschuttersgeweer onder contract voor de Amerikaanse marine. RAI ontdekte dat de BELL hulzen niet aan de eisen voldeden, omdat het gemodificeerde lage druk .416 Rigby-hulzen waren. Onder druk van militaire deadlines ging RAI op zoek naar een andere hulzenproducent en nam in 1984 contact op met Lapua of Finland. RAI werd gedwongen zich uit het programma terug te trekken wegens financiële moeilijkheden. Lapua of Finland zette deze patroon in beperkte productie. Het .338/416-geweer-programma werd later geannuleerd toen de aannemers niet in staat waren om de patroon te laten voldoen aan de snelheidsdoelstelling van het project van 914 m/s voor een 16,2g-kogel, als gevolg van te hoge druk die patroonhulzen deed scheuren.

### Definitieve ontwikkeling
De huidige .338 Lapua Magnum-patroon werd ontwikkeld als een joint venture tussen de Finse geweerfabrikant SAKO en de Britse geweerfabrikant Accuracy International samen met de Finse munitiefabrikant Lapua, of meer officieel Nammo Lapua Oy, die sinds 1998 deel uitmaakt van de Nordic Ammunition Group (Nammo).
Lapua koos voor een herontwerp van de .338/416-patroon. In het nieuwe ontwerp van de huls werd bijzondere aandacht besteed aan het verdikken en metallurgisch versterken van het hulslichaam en de zijwand onmiddellijk voor het hulslichaam. Bij moderne hulzen met een massieve kop is de hardheid van het messing de belangrijkste factor die de druklimiet van een huls bepaalt voordat deze plastische vervorming ondergaat. Lapua heeft dit probleem aangepakt door een hardheidsverdeling te maken die varieert van de kop en het loopvlak (hard) tot de monding (zacht), alsmede een versterkt (dikker) loopvlak en zijwand direct voor het loopvlak. Dit resulteerde in een zeer drukbestendige huls, waardoor deze onder hoge druk kan werken en binnen 15 m/s van het oorspronkelijke snelheidsdoel komt. Lapua ontwierp ook een 16,2 gram .338 kaliber-Lock Base B408 volmetalen huls-kogel, gemodelleerd naar zijn .30 kaliber Lock Base-kogel-configuratie. Het resultaat was de .338 Lapua Magnum-patroon die in 1989 werd geregistreerd bij C.I.P. (Commission Internationale Permanente pour l'Epreuve des Armes à Feu Portatives). Met de aanschaf door het Nederlandse leger werd de patroon door de NAVO gecodificeerd.
De .338 Lapua Magnum vult het gat tussen wapens met een kamer voor standaard militaire kogels zoals de 7.62×51mm-NATO en grote, zware geweren die de .50 BMG-patroon afvuren. Het biedt ook een aanvaardbare mate van slijtage van de loop, wat belangrijk is voor militaire sluipschutters die in de praktijk duizenden kogels per jaar afvuren. Dit werd bereikt door een verstandige verhouding tussen hulsvolume (7,40 ml) en boorgatoppervlak (56,86 mm²/0,5686 cm²) te koppelen aan voldoende ruimte voor het laden van relatief lange slanke projectielen die een goede aerodynamische efficiëntie en uitwendige ballistische prestaties kunnen leveren voor de projectieldiameter. Net als alle andere vergelijkbare grote magnum-geweerpatronen heeft de .338 Lapua Magnum een stevige terugslag. Een goed passende kolf en een effectieve mondingsrem helpen om de door terugslag veroorzaakte problemen te verminderen, waardoor de gebruiker meer schoten kan afvuren voordat het te ongemakkelijk wordt om nog nauwkeurig te schieten. Goede fabrieksladingen, meerdere projectielgewichten en munitie voor speciale toepassingen uit de fabriek zijn allemaal verkrijgbaar.
Vanwege zijn groeiende populariteit onder burgers, zijn er verschillende hoge kwaliteit tactische en wedstrijd (semi) aangepaste bolt actions beschikbaar, ontworpen voor de .338 Lapua Magnum. Deze (semi) aangepaste bolt actions worden gebruikt met andere hoge kwaliteit geweer en vizier componenten om aangepaste sport en doel geweren te bouwen.

### Wetshandhaving en militaire gebruikers
De .338 Lapua Magnum patroon wordt in de rechtshandhaving of militair gebruikt in:
Albanië: RENEA - Sako TRG-42
Australië: Blaser Tactical 2
Bangladesh: Bangladesh Armed Forces - Accuracy International AWM
Canada: Canadian Forces - C14 Timberwolf Medium Range Sniper Weapon System (MRSWS)
Chili: Chileens leger - APR338 en PGM 338 Barrett Model 98B
Colombia: TAP.
Tsjechische Republiek - Sako TRG-42
Denemarken: Militairen van Denemarken - Sako TRG-42
Estland: Militairen van Estland verkenningseenheden en speciale troepen - Sako TRG-42.
Finland: Finse defensiemacht - Sako TRG-42
Frankrijk: Frans leger, GIGN en Commandement des Opérations Spéciales - PGM 338, Sako TRG-42, AWM .338
Georgië: Politie en militairen - Accuracy International AWM en Sako TRG-serie, alsook Satevari MSWP. Binnenlandse analoge .338 GBM geproduceerd door STC Delta
Duitsland: Bundeswehr - Haenel RS9, aangeduid als G29, in gebruik bij de speciale strijdkrachten; ter vervanging van de G22, Erma SR-100, AMP Technical Services DSR-1, GOL Sniper Magnum
Griekenland: Anti-Terroristische Eenheid EKAM - Sako TRG-41
Hongarije: Hongaarse politie veiligheidsdienst (Rendészeti Biztonsági Szolgálat) - Unique-Alpine TPG-1 (Taktische Prazisions Gewehr-1)
Indonesië: Kopassus - Accuracy International AWM .338
Ierland: Iers leger - Accuracy International AWM .338
Israël: Infanterie - H-S Precision Pro Series 2000 HTR Speciale troepen - McMillan Tac-338 en PGM 338, YAMAM - Barrett MRAD
Italië: Sako TRG-42
Litouwen: Litouwse Strijdkrachten - Accuracy International AXMC
Maleisië: Pasukan Gerakan Khas - Accuracy International AWM -Accuracy International AX338
Nederland: Nederlandse militairen - Accuracy International AWM, Sako TRG-41
Polen: GROM - Accuracy International AWM, Pułk Specjalny Komandosów
Rusland: Alpha Group en SOBR - Accuracy International AWM en Sako TRG-42
Servië: Speciale Brigade - Sako TRG-42.
Singapore: PGM 338
Slovenië: Militairen van Slovenië - PGM 338
Spanje: GOE - Sako TRG-41
Zwitserland: Sako TRG-42
Turkije: Sako TRG-42
Verenigd Koninkrijk: Brits leger - Accuracy International AWM .338
Verenigde Staten: US Navy Special Warfare - McMillan Tac-338
De .338 Lapua Magnum is door de National Defense Industrial Association (NDIA) aangewezen als een "cartridge van belang". Het wordt klaargestoomd om de .300 Winchester Magnum en de .50 BMG te vervangen voor anti-personeel lange afstand dienst in het Amerikaanse leger. Op 17 juni 2008 heeft de regering van de Verenigde Staten een marktonderzoek uitgevoerd ter ondersteuning van de behoefte aan een Precision Sniper Rifle (PRS) ter vervanging van de momenteel in het veld gebruikte Bolt Action SOF Sniper Systems MK 13 (.300 Winchester Magnum) en de M40 en M24 (7,62×51mm-NAVO) met kamer. 62×51mm-NAVO), die in een kamer zijn geplaatst om veilig fabrieksmatig geproduceerde "non-wildcat" .338 kaliber-munitie af te vuren. Op 7 maart 2013 werd de Remington MSR uitgeroepen tot winnaar van de Precision Sniper Rifle competitie. Remington maakte op 8 maart bekend dat de MSR had gewonnen, en dit werd op 9 maart publiekelijk bevestigd. Hierop volgde een contract van 79,7 miljoen dollar voor 5.150 geweren met onderdrukkers, samen met 4.696.800 patronen die de komende tien jaar geleverd moeten worden. Het contract werd op 12 september 2013 gegund. Remington Defense produceert de sluipschuttersgeweren en maakt gebruik van twee andere bedrijven voor andere systeemcomponenten, met Barnes Bullets voor munitie en Advanced Armament Corporation voor mondingsremmen en onderdrukkers; alle drie de bedrijven zijn dochterondernemingen van Remington Outdoor Company.

## Cartridge afmetingen
Uiterst dikwandig messing resulteert in een 7,40 ml (114 grains H2O) patroonhuls capaciteit voor de .338 Lapua Magnum. De buitenvorm van de huls is ontworpen om een betrouwbare toevoer en afvoer te bevorderen in zowel grendel-, semi-automatische als automatische vuurwapens, onder extreme omstandigheden.
Amerikanen zouden de schouderhoek definiëren op alfa/2 ≈ 20 graden. De gebruikelijke verdraaiing van het geweer voor deze patroon is 254 mm, 6 groeven, Ø land = 8,38 mm, Ø groeven = 8,58 mm, land breedte = 2,79 mm en het type slaghoedje is groot geweer magnum.
Volgens de officiële C.I.P. (Commission Internationale Permanente pour l'Epreuve des Armes à Feu Portatives) besluiten en tabellen uitgave 2007 kan de .338 Lapua Magnum huls tot 420,00 MPa Pmax piëzodruk aan. Dit heeft nu voorrang op de C.I.P. decisions and tables edition 2003, die de .338 Lapua Magnum op 470,00 MPa Pmax maximale piëzodruk beoordeelde. De 470,00 MPa Pmax maximale piëzodruk C.I.P. uitspraak voor de .300 Lapua Magnum-patroon, die op dezelfde huls gebaseerd is, werd niet dienovereenkomstig gewijzigd. In landen met C.I.P.-reglementering moet elke geweerpatronencombo op 125% van de heersende maximum C.I.P.-druk worden beproefd om te kunnen worden gecertificeerd voor verkoop aan de consument. Dit betekent dat wapens met een .338 Lapua Magnum-kamer in C.I.P.-gereguleerde landen op dit moment (2013) getest worden op 525,00 MPa PE piëzodruk.
Lapua is ambivalent geweest over de maximale piëzodruk van deze patroon. In het artikel 'From an American dream to a Finnish success story van Janne Pohjoispää propageert Lapua de C.I.P. 2007 uitspraak van 420,00 MPa maximale piëzodruk. Om het nog ingewikkelder te maken zou de in dit artikel genoemde 56.000 CUP C.I.P. koperpersdruk zich vertalen in ≈ 447,50 MPa C.I.P.-piëzodruk volgens een studie over de omrekening van CUP naar PSI voor geweerpatronen door Denton Bramwell. De C.I.P.-uitspraak van 2003 van 470,00 MPa piëzodruk wordt bevestigd door Lapua Australia in het artikel 'History and development of the .338 Lapua Magnum' door Alan C. Paulson. Een reverse engineering simulatie met QuickLOAD interne ballistische software voorspelde dat Lapua hun fabrieks-.338 Lapua Magnum-munitie laadt met ≈ 420,00 MPa piëzodruk zoals Alan C. Paulson beweert in zijn artikel.
Het grote schietvlak in combinatie met de maximale druk betekent dat de .338 Lapua Magnum alleen mag worden gebruikt in geweren die in staat zijn om dergelijke grote hogedrukpatronen en dus hoge schotdruk veilig te hanteren. Het plaatsen van dergelijke krachtige supermagnumpatronen in geweren die bedoeld zijn voor normale magnumgeweerpatronen en het gebruik van hogedrukladingen kan leiden tot ernstig of dodelijk letsel bij de schutter en omstanders.
De Amerikaanse .338-378 Weatherby Magnum-patroon geïntroduceerd in 1998 en de Amerikaanse .338 Remington Ultra Magnum-(.338 RUM)-patroon geïntroduceerd in 2000 zijn waarschijnlijk de dichtstbijzijnde ballistische tweelingen van de .338 Lapua Magnum die commercieel beschikbaar zijn vanaf 2007. De .338-378 Weatherby Magnum is echter een patroon met een riem en de .338 Remington Ultra Magnum is een patroon met een sponning.
Het Amerikaanse SAAMI (Sporting Arms and Ammunition Manufacturers' Institute) heeft geen normale vrijwillige richtlijnen voor de .338 Lapua Magnum. Op 14 januari 2013 koos het ervoor om de metrische C.I.P.-regels te gebruiken en enkele afmetingen toe te voegen die geen C.I.P.-analoog hebben.

## Supersonische prestaties van de .338 Lapua Magnum

### Prestaties met C.I.P. conforme patronen
Voor een typisch .338 Lapua Magnum high end militair fabrieks-sluipschuttersgeweer zoals de Sako TRG-42 met een 690 mm lange 305mm-geweerloop met krommende verdraaiing op zeeniveau, wordt 1.500 m beschouwd als de maximale schietafstand voor manshoge doelen. Bij gebruik van standaard militaire ladingen van Lapua van 16,2 g heeft het een supersonisch bereik van 1.500 m onder warme zomerse omstandigheden bij een mondingssnelheid van 915 m/s. Om echter een trefkans van 80 tot 90% te kunnen handhaven op niet-bewegende 45×90cm-reactieve legerdoelen, moet deze maximale schietafstand worden teruggebracht tot 1.300 meter bij vrieskou of 1.100 m bij poolwinterse omstandigheden, wanneer de mondingsnelheid kan dalen tot 880 m/s d.w.z. alleen tijdens optimale warme zomercondities is de 1.500 m maximale schietafstand realistisch haalbaar.
Geladen met meer aerodynamische zeer-lage-drag-kogels zoals de traditioneel met lood gevulde 19,44 gram Lapua Scenar GB528 VLD-kogel (G1 BC = 0,736) of de Lost River Ballistics J40 .338 17,5 gram CNC gefabriceerde mono-metalen kogel (G1 BC = 0,871) kunnen de lange-afstandsprestaties en het supersonische bereik van .338 Lapua Magnum-geweren worden verbeterd. Deze langere kogels met zeer lage trekkracht vereisen een verdraaiing van 254 mm om ze te stabiliseren. Door de lagere praktisch mogelijke mondingsnelheden voor een relatief zware kogel als de 19,44 g Lapua Scenar GB528 VLD-kogel wint hij ongeveer 104 m extra supersonisch bereik onder Internationale Standaard Atmosfeer-omstandigheden op zeeniveau (luchtdichtheid ρ = 1,225 kg/m³) bij een mondingsnelheid van 837 m/s in vergelijking met de standaard 16,2 g Lapua Scenar GB488 VLD bij een mondingsnelheid van 915 m/s. Voor een significante supersonische verbetering van de reikwijdte moet de aerodynamische efficiëntie van de gebruikte kogels aanzienlijk worden verbeterd zonder veel van de praktisch haalbare mondingssnelheid op te offeren - wat betekent dat naast de luchtweerstandscoëfficiënt van het projectiel ook het gewicht een belangrijke parameter is voor het feitelijke neerwaartse vlieggedrag. De .338 17,5 gram Lost River Ballistic Technologies J40 match-kogel, gemaakt van een koper-nikkellegering, is een van de meest aerodynamische .338 kaliber-kogels beschikbaar. Het heeft een supersonisch bereik van 1.800 m onder optimale warme zomerse omstandigheden bij een mondingsnelheid van 869 m/s. Dit maakt het mogelijk om statische doelen tot op 1.800 m aan te vallen.

### Experimenten met prestatieverbetering met niet-C.I.P.-conforme patronen
Verbetering boven deze norm met gebruikmaking van standaard .338 Lapua Magnum-koper is mogelijk, maar de kogels moeten zeer lang zijn (meer dan 5,5 kalibers lang) en de normale totale lengte van de patroon van 93,5 mm moet worden overschreden, waardoor dergelijke patronen wildvangpatronen worden. De gebruikelijke 254mm-verdraaiing van het geweer moet ook worden aangescherpt om zeer lange projectielen te stabiliseren. Dergelijke commercieel onbestaande patronen worden "wildcats" genoemd. Het gebruik van een wildcat .338 Lapua Magnum-patroon vereist het gebruik van een op maat gemaakt geweer met een aangepaste kamer en een snel draaiende boring. De actie van het vuurwapen en, indien een repeteerwapen vereist is, het magazijn (de magazijnen) moeten ook in staat zijn de dimensionale toenames aan te kunnen.
Een voorbeeld van zo'n speciale .338 kaliber-extreme-afstandskogel is de Duitse CNC gefabriceerde mono-metalen 18,92 gram LM-105 (Cd = 0,2487 bij mach 2,216 - deze luchtweerstandscoëfficiënt en de corresponderende G1, G7 en G8 ballistische coëfficiënten zijn vastgesteld door Doppler radar metingen). De LM-105 heeft een supersonisch bereik van ≈ 1.860 meter bij een mondingssnelheid van 915 meter per seconde onder International Standard Atmosphere-omstandigheden op zeeniveau (luchtdichtheid ρ = 1,225 kg/m³). De LM-105 kogel van de versie van 2010 heeft een totale lengte van 54,3 millimeter of 6,33 kalibers en ontleent zijn uitzonderlijke lage luchtweerstand aan een radicaal LD Haack of Sears-Haack profiel in het neusgedeelte van de kogel. Geweren die voor deze wildcat patroon zijn gemaakt, met een totale lengte van 105 millimeter, en uitgerust met op maat gemaakte 178 mm progressieve twist rate 900 millimeter lange lopen met een 2° kegel-hoek (de standaard C.I.P. kegel-hoek voor de .338 Lapua Magnum is 6°) kegelgebied eindigden als eerste en tweede bij verschillende langeafstandwedstrijden. De meest recente overwinning (2007) was in een internationale Special Forces en politiesnipercompetitie in Zwitserland tegen geweren met een kamer voor 7,62×51mm-NAVO tot en met .50 BMG op een afstand van 100 m - 1.500 m. De LM-105-kogel vertoonde zijn zeer lage gevoeligheid voor winddrift met name op afstanden verder dan 800 meter. Een wereldgemiddelde G1 BC van ≈ 0,83 of een G7 BC van ≈ 0,42 wordt algemeen aangenomen door de gebruikers van deze kogel, voor het maken van langeafstand-trajectvoorspellingen met behulp van ballistische rekenmachines. Daarentegen berekende de LM-105-ontwerper Lutz Möller oorspronkelijk een optimistische G1 BC van ≈ 0,93 en een supersonisch bereik van ≈ 2.000 meter bij een mondingsnelheid van 915 meter per seconde onder Internationale Standaard Atmosfeer omstandigheden op zeeniveau (luchtdichtheid ρ = 1,225 kg/m³).
De .343 Lapua Magnum LM-107 was een wildcatpatroon in ontwikkeling, gebaseerd op de standaard .338 Lapua Magnum-patroonhuls. Men hoopte met de LM-107 de ballistische prestaties van de LM-105 te verbeteren door een verhoging van het supersonische bereik te bereiken. Het LM-107-projectiel van 19,3 g is 59 millimeter lang en heeft een Haack-geprofileerde neus en een Adams-geprofileerde staart. De verdraaiing van het geweer voor de .343 Lapua Magnum LM-107-wildcat-patroon werd gekozen op 180 mm (1:7 inch), Ø land = 8,72 mm, Ø groeven = 8,45 mm en geladen met het LM-107-projectiel heeft de patroon een totale lengte van 107 millimeter. De lengte van de hals is vergroot van 8,31 tot 8,50 mm om de grotere LM-107-kogel te kunnen dragen. Verscheidene andere afmetingen van de .338 Lapua Magnum-ouderpatroon zijn ook veranderd. De schouderhoek wordt steiler van 40° naar 60° en de lichaamshoek wordt op 1° gezet. De keel is ingesteld op een kegelhoek van 2°. Al deze wijzigingen maken van de .343 Lapua Magnum een vrij grondig herziene wildcat-patroon. Uit een 900 millimeter lange progressief gedraaide loop verwachtte de heer Möller een mondingsnelheid van 909 meter per seconde te halen. Als de ontwerp-aannames van Möller correct zijn, zal het LM-107 projectiel met een berekende G1 BC van 1,02 een supersonisch bereik hebben van ≈ 2.170 meter bij een mondingsnelheid van 909 meter per seconde onder Internationale Standaard Atmosfeer omstandigheden op zeeniveau (luchtdichtheid ρ = 1,225 kg/m³).

## .338 Lapua Magnum als moederdoos

### De .300 Lapua Magnum
De commercieel succesvolle .338 Lapua Magnum-patroon heeft gefunctioneerd als de moederhuls voor de .300 Lapua Magnum, die in wezen een necked-down versie van de .338 Lapua Magnum is. De .338 patroonhuls werd hiervoor gebruikt omdat deze in staat is te werken met hoge kamerdrukken die, in combinatie met kleinere en dus lichtere kogels, resulteren in zeer hoge mondingsnelheden.
De Finse munitiefabrikant Lapua kreeg de .300 Lapua Magnum C.I.P. gecertificeerd, zodat het een officieel geregistreerd en goedgekeurd lid werd van de Finse "familie" van super magnum-geweerpatronen. De .300 Lapua Magnum is niet commercieel verkrijgbaar en bestaat momenteel alleen als C.I.P. datasheet. Hij wordt echter nog gebruikt door enkele schutters die de hulzen vervaardigen uit .338 Lapua Magnum-messing door de schouder en de hals te vervormen en ze met de hand te laden met .30 kaliber-kogels.
De .300 Lapua Magnum heeft een hulsinhoud van 7,33 ml (113 grains H2O).

#### .300 Lapua Magnum maximum C.I.P. patroonafmetingen.
Amerikanen zouden de schouderhoek definiëren op alfa/2 ≈ 25 graden. De gebruikelijke verdraaiing van het geweer voor deze patroon is 240 mm, 4 groeven, Ø land = 7,62 mm, Ø groeven = 7,82 mm, land breedte = 4,47 mm en het type slaghoedje is large rifle magnum.
Volgens de officiële C.I.P. (Commission Internationale Permanente pour l'Epreuve des Armes à Feu Portatives) voorschriften kan de .300 Lapua Magnum tot 440,00 MPa Pmax piëzodruk aan. Dit heeft nu voorrang op de C.I.P.-besluiten en tabellen van 2007, die de .300 Lapua Magnum op 470,00 MPa Pmax piëzodruk waardeerden. In C.I.P. gereguleerde landen moet elke geweerpatronencombo getest worden op 125% van deze maximale C.I.P. druk om te kunnen worden gecertificeerd voor verkoop aan consumenten. Dit betekent dat .300 Lapua Magnum wapens in C.I.P. gereguleerde landen momenteel (2013) getest worden op 550,00 MPa PE piëzodruk.
De grote diameter van de voorkant van de grendel, in combinatie met de hoge maximale druk, betekent dat de .300 Lapua Magnum alleen mag worden gebruikt in geweren die in staat zijn om de resulterende hoge stuwkracht van de grendel veilig te hanteren. Het plaatsen van dergelijke krachtige supermagnumpatronen in geweren die bedoeld zijn voor normale magnumgeweerpatronen en het gebruik van 440,00 MPa-ladingen kan leiden tot ernstig of dodelijk letsel bij de schutter en omstanders.

### De 7.62 UKM
De .338 Lapua Magnum patroon wordt ook gebruikt als de moederhuls voor de in Duitsland ontworpen 7.62 UKM, die in wezen een ingekorte versie van de .338 Lapua Magnum is. Het gebruik van de .338 patroonhuls met zijn vermogen om te werken bij hoge kamerdruk resulteerde in een magnumhuls die in staat is om hoge mondingsnelheden te produceren.
De 7.62 UKM werd ontwikkeld door Michael Uekötter en werd in 2002 C.I.P.-gecertificeerd, waardoor het een officieel geregistreerd en goedgekeurd lid werd van de Finse "familie" van super magnum geweerpatronen. De 7.62 UKM is niet in de handel verkrijgbaar en bestaat momenteel alleen als C.I.P.-gegevensblad. Hij wordt echter nog gebruikt door enkele schutters die de hulzen vervaardigen uit .338 Lapua Magnum messing door de schouder en de hals te vervormen en ze met de hand te laden met .30 kaliber kogels.
De 7.62 UKM heeft een hulsinhoud van 5,84 ml (90 grains H2O).

#### 7.62 UKM maximale C.I.P.-patroonafmetingen.
Amerikanen zouden de schouderhoek definiëren op alfa/2 ≈ 20 graden. De gebruikelijke verdraaiing van het geweer voor deze patroon is 254 mm, 6 groeven, Ø land = 7,62 mm, Ø groeven = 7,82 mm, land breedte = 2,79 mm en het type slaghoedje is groot geweer magnum.
Volgens de officiële C.I.P. (Commission Internationale Permanente pour l'Epreuve des Armes à Feu Portatives) voorschriften kan de 7.62 UKM Magnum tot 440,00 MPa Pmax piëzodruk aan. Dit heeft nu voorrang op de besluiten en tabellen van de C.I.P. van 2007, die de 7.62 UKM op 470,00 MPa Pmax piëzodruk waardeerden. In C.I.P. gereguleerde landen moet elke geweerpatronencombo getest worden op 125% van deze maximale C.I.P. druk om gecertificeerd te worden voor verkoop aan consumenten. Dit betekent dat 7.62 UKM wapens met kamer in C.I.P. gereguleerde landen momenteel (2013) getest worden op 550,00 MPa PE piëzodruk.

#### Wildcats
De .338 Lapua Magnum huls wordt ook gebruikt als de moederhuls voor een groot aantal gemodificeerde varianten die niet officieel geregistreerd zijn bij of goedgekeurd door het C.I.P. of zijn Amerikaanse equivalent, SAAMI. Dergelijke patronen, die gebruik maken van commerciële fabriekshulzen, staan algemeen bekend als wildcats. Door het veranderen van de vorm van standaard fabriekshulzen (verminderen van de hulsconus en/of veranderen van de schoudergeometrie) vergroot de wildcatter in het algemeen de hulsinhoud van de fabriekspatroonhuls, waardoor meer stuwstof kan worden gebruikt om hogere snelheden te genereren. Naast het veranderen van de vorm en het inwendige volume van de oorspronkelijke patroonhouder, kunnen wildcatters ook het oorspronkelijke kaliber veranderen. Een reden om het oorspronkelijke kaliber te wijzigen kan zijn om te voldoen aan een minimaal toegestaan kaliber of kogelgewicht voor de legale jacht op bepaalde wildsoorten. Omdat de .338 Lapua een grote en uitzonderlijk stevige, drukbestendige patroonhuls biedt die relatief gemakkelijk kan worden herladen en dus meerdere malen kan worden hergebruikt, is hij vrij populair geworden onder wildjagers. Met de .338 Lapua Magnum als basis hebben wildjagers de varianten 7 mm (7 mm Allen Magnum, 7 mm Katzmeier, 7 mm Fatso), .30 (.30-338 Lapua (Triebel), .30 Wolf, 300 Allen Express), 8 mm (8 mm-338 Lapua (Triebel), LM-101), . 338 (.338 Yogi, LM-105), .343 (.343 Lapua Magnum LM-107), 9,3 mm (9,3-338 Lapua Magnum (Triebel)), .375 (9,5×70 ELR) en .50 kaliber (.510 Whisper). Tom Sarver gebruikte een .300 Hulk wildcat-patroon, wat in feite een necked-down, opgeblazen, verkorte .338 Lapua Magnum variant is, om op 7 juli 2007 een benchrest 5-schots groep van 35,64 mm diameter te bereiken, waarmee hij een wereldrecord vestigde.